# Maialen Lujanbio
Maialen Lujanbio Zugasti (Hernani, 26 novembre 1976) è una poetessa e bertsolari spagnola di origini basche.
Nel 2009 è stata la prima donna a vincere il Bertsolari Txapelketa Nagusia, il massimo riconoscimento del bertsolarismo, risultando poi campionessa anche nel 2017 e nel 2022.

## Biografia
Nasce ad Hernani, in provincia di Gipuzkoa, dove si iscrive a una bertso-eskola (scuola di bertsolarismo) all'età di 11 anni. A 15 anni fa il suo esordio al pubblico con una sessione di bertsolarismo ad Hondarribia insieme ad Andoni Egaña, Angel Mari Peñagarikano e Kristina Madaras. Nel 2001 partecipa per la prima volta al Bertsolari Txapelketa Nagusia, classificandosi al secondo posto, mentre nel 2003 vince il campionato regionale di Gipuzkoa. Nello stesso anno collabora col il giornale Berria, scrivendo una rubrica quotidiana. 
Nel 2009 ottiene il riconoscimento più prestigioso nel mondo del bertoslarismo, diventando campionessa del Bertsolari Txapelketa Nagusia. Con questa vittoria interrompe il periodo di egemonia di Andoni Egaña, il bertsolari più premiato della competizione con 5 vittorie. Nel 2014 raggiunge nuovamente la finale contro Amets Arzallus, e si classifica seconda dietro quest'ultimo. Nel 2017 e nel 2022 ottiene rispettivamente la sua seconda e terza vittoria nella competizione.
Nel 2019 le è stato affidato il compito di scrivere e leggere il messaggio della 21ª Korrika.
Ha conseguito la laurea in belle arti all'Università dei Paesi Baschi di Leioa, e nel 2007 ha ottenuto un dottorato sulla lingua basca e sulla sua trasmissione presso l'Università di Mondragón.
Insieme a Judith Montero forma il collettivo "Orniturrinkus", un progetto che fonde il bertsolarismo con la musica elettronica.

### Sfida individuale del 2009
Di seguito è riportato il bertso composto da Lujanbio per la sfida individuale del Bertsolari Txapelketa Nagusia del 2009. Il tema della composizione era: "Maialen, sei una dottoressa. Stai osservando due bambini malati di cancro che organizzano una gara di sedie a rotelle in un corridoio dell'ospedale".
nere begi nere aho.

Ospital hontan sartu zirala,

denbora joan da luzaro:

abuztu, irail eta urria

bihurtu zaie azaro,

ta zai-zai daude noiz irtengo edo

noiz aginduko “akabo!”.

Elkarri nola deitzen dioten

“burusoiltxo!”eta “kalbo”,

minbizi duten bi umeeri

begira-begira nago.

Eurengan minak badu indarra,

baina bizitzak gehiago.

Egiten dute irrifar eta

begitan dute dizdira

etsitzen dute nahiz ta lagunak

eta eskola desira.

Denborarako egin zieten

laguntxoei despedida

eta orain biak hemen dabiltza

juerga,salto,buelta, biba...

Tututxo batek lotuta dauzka

oxigenoan harira

baina kontentu ta lasai daude

jolas hoietan argi da

ta maitasuna behar dutenak

euren gurasoak dira.

Aita ta ama hor ikusten ditut

ta nola ez konprenitu?

Esperantzazko eskatzen dute

arren zerbait zirrikitu.

Euren aurrean negar ein nahi ez

ta barrun ezin kabitu

urruntzen dira umeengandik

ta orduan begiak blaitu.

Nik gurasoei esaten diet

«Jarraitu! Gogor jarraitu!

Zuen umeak indartsu dira

hemen ez da deus amaitu

ze bizitzeko gogoa dunak

bizitzea lortzen baitu»

## Riconoscimenti

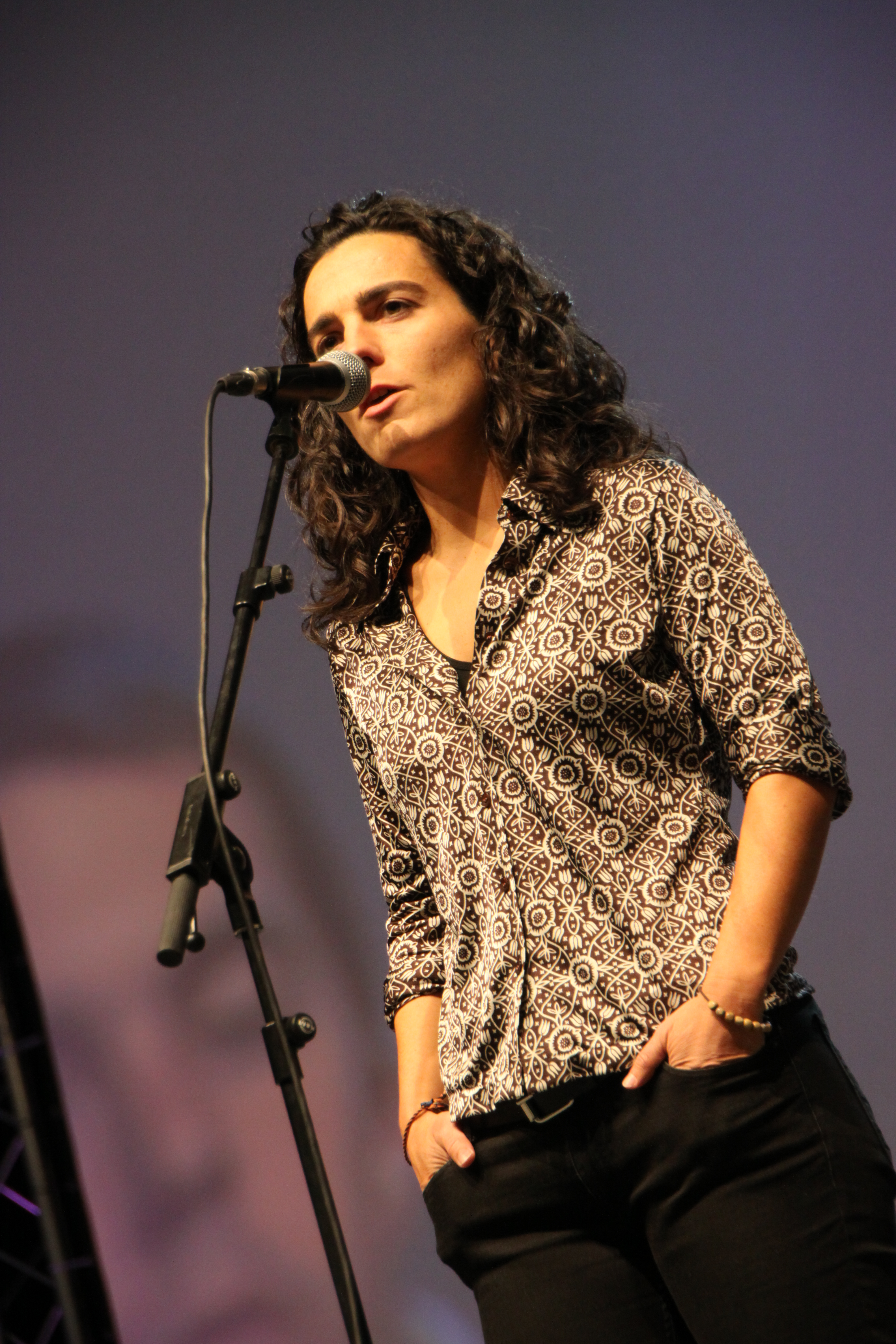
Lujanbio al campionato nazionale del 2013

### Campionati di bertsolarismo
- Bertsolari Txapelketa Nagusia
  - 2001 – seconda classificata
  - 2005 – terza classificata
  - 2009 – campionessa
  - 2013 – seconda classificata
  - 2017 – campionessa
  - 2022 – campionessa

- Campionato di Gipuzkoa
  - 2003 – campionessa

- Campionato scolastico dei Paesi Baschi
  - 1990 – primo posto nella Categoria piccoli
  - 1991 – campionessa nella Categoria piccoli
  - 1992 – campionessa nella Categoria piccoli
  - 1994 – seconda classificata nella Categoria grandi

- Campionato scolastico di Gipuzkoa
  - 1988 - finalista nella Categoria piccoli
  - 1990 - campionessa nella Categoria piccoli
  - 1992 - finalista nella Categoria piccoli
  - 1993 - finalista nella Categoria grandi
  - 1994 - campionessa nella Categoria grandi

### Altri premi
- 1991 - Premio Xenpelar
- 1992 - Premio Osinalde
- 1992 - Premio Lizardi
- 1998 - Concorso di copla Zintzarria

## Opere
- 2010 - Hau koaderno bat zen, Lanku Bertso Zerbitzuak
- 2016 - lunpetik argitara: Emakume langileak iruditan (con Mikel Otaiza Azpiroz), Hernaniko Udala/Ayuntamiento de Hernani